# Nilo Peçanha (Bahia)
Nilo Peçanha é um município brasileiro do estado da Bahia. 
A população do município é de 12 063 habitantes, segundo o Censo 2022 do Instituto Brasileiro de Geografia e Estatística (IBGE).
Nilo Peçanha faz parte do Baixo Sul, região que reúne 362 659 habitantes.
O município adotou o nome Nilo Peçanha em 1930, em homenagem a Nilo Peçanha (1867–1924), que foi presidente do Brasil entre 1909 e 1910. A adoção do nome foi feita por decreto estadual.